# Lasioglossum korbi
Lasioglossum korbi là một loài Hymenoptera trong họ Halictidae. Loài này được Blüthgen mô tả khoa học năm 1929.